# 明石英之
明石 英之（あかし ひでゆき）は、日本の漫画家。2023年より『週刊ヤングマガジン』（講談社）にて、清水海斗の原作による『ナリキンフットボール』を連載。

## 来歴
明石は持ち込み当時、『週刊ヤングマガジン』（講談社）だけを読んでいたことから、同誌に持ち込みを行う。そこで月間賞に応募し、担当編集者がついた。その後、ちばてつや賞に出そうという流れになった。
『週刊ヤングマガジン』で2008年30号から2009年1号にかけて『きんぼし』を連載。明石は自身がデビューをした年齢が遅いと考え、焦りを感じていた。睡眠時間を削り、漫画を執筆していたため、初連載が終了した際には体を壊したという。初連載は打ち切りであったが、読者からのファンレターが嬉しかったため、宝物となっている。
2010年から同誌にてボクシング漫画『二瘤駱駝』を2011年32号まで連載。2011年12月より『ヤングキング』（少年画報社）にて暗殺コメディの『フラワー』を連載。2020年より『週刊漫画ゴラク』（日本文芸社）にて短期集中連載の『クローバー・シンデレラ』を連載。2021年から『月刊少年チャンピオン』（秋田書店）にて忍者を描いた『プロジェクトN』を連載。同年12月より『週刊ヤングマガジン』にて安童夕馬の原作による電脳アクション『code:ノストラ』を連載。2023年から2024年まで清水海斗の原作による『ナリキンフットボール』を連載。

## 人物
趣味は映画鑑賞。特に好きな映画に『プライド 栄光への絆』、『16歳の合衆国』、『ガタカ』を挙げている。
憧れの人物は松本大洋。面白い漫画から絵や表現を参考にしている。
読み切りを制作する際は、「構想段階では、あまり大きな話にしない」ことと、「冒頭部分は読者を巻き込めるような作り」にすること、全体的にメリハリをつけるよう意識している。物語では登場人物が「冒頭と終わりで、状況や心境などちゃんと変化・成長している」という基本的な点に気をつけて制作している。

## 作品リスト

### 連載
- きんぼし（『週刊ヤングマガジン』2008年30号[4] - 2009年1号[5]、全3巻）
- 二瘤駱駝（原作：雨宮恭、『週刊ヤングマガジン』2010年37号[6] - 2011年32号[7]、全4巻）
- フラワー（『ヤングキング』2012年2号[8] - 、全2巻）
- クローバー・シンデレラ（『週刊漫画ゴラク』2020年11月20日号[9] - 、全1巻[14]） - 短期集中連載[9]
- プロジェクトN（『月刊少年チャンピオン』2021年6月号[10] - 2021年9月号、全1巻）
- code:ノストラ（原作：安童夕馬、『週刊ヤングマガジン』2022年4・5合併号[11] - 2022年30号 → 『ヤンマガWeb』[15]2022年7月18日[16] - 2022年12月19日[17]、全4巻）
- ナリキンフットボール（原作：清水海斗、『週刊ヤングマガジン』2023年47号[2] - 2024年29号[12]、全3巻）

### 読み切り
- キラーアンドキラー（『ヤングキング』2013年19号[18]、2023年20号[19]） - 前後編[18][19]
- ジョーカー（『ヤングキングGIRI』、2013年[20]）
- バウンティ・コミック（『ヤングキングBULL』創刊号[21]）
- リベンジデート（『ヤングキングBULL』2019年1月号[22]、2019年2月号[23]） - 前後編[22]

## 師匠
- コウノコウジ[要出典]